# Gondwanagaricites magnificus
Gondwanagaricites magnificus — викопний вид грибів порядку Агарикальні (Agaricales), що існував у крейдовому періоді, 115 млн років тому. Описаний у 2017 році. Вид є найдавнішим відомим науці агарикальним грибом.

## Назва
Назва роду походить від назви суперконтиненту Гондвана і грецького слова agarikon — гриб. Видова назва magnificus (від лат. «чудовий») дана за відмінне збереження скам'янілого зразка.

## Скам'янілість
Скам'яніле плодове тіло знайдене ученими Іллінойського університету. Рештки виявлені в ранньокрейдовій формації Крато на північному сході Бразилії в басейні річки Араріпе в лагерштетті — особливий вид відкладень, в якому за рахунок малої кількості бактерій і кисню зберігаються не тільки тверді рештки, такі як кістки, а й скам'янілі м'які тканини. На відміну від всіх інших відомих останків плодових тіл древніх грибів, цей знайдений у вапняковій породі, а не в бурштині. Гриб зберігся практично повністю. За словами вчених, він міг потрапити в солону водойму, де його поступово накрили шари відкладень. Поступово тканини гриба замінили кристали піриту, який утворюється в донних відкладеннях. Згодом пірит «перетворився» в інший мінерал — гетит.

## Опис
Довжина ніжки гриба — 3,4 см, діаметр капелюшка — 5 см. На нижньому боці його капелюшка видно вирости-пластинки, де розташовувалися спороносні елементи.